# Bashkia e Peqinit
Bashkia e Peqinit är en kommun i Albanien.   Den ligger i prefekturen Qarku i Elbasanit, i den centrala delen av landet, 30 kilometer söder om huvudstaden Tirana.
Trakten runt Bashkia e Peqinit består till största delen av jordbruksmark.  Runt Bashkia e Peqinit är det ganska tätbefolkat, med 192 invånare per kvadratkilometer.